# نجير (نبات)
النَجِير أو المَرْجِيَّة أو أرْوا (باللاتينية: Agrostis) جنس نباتي ينتمي إلى الفصيلة النجيلية.
أهم أنواعه النجير العملاق الذي يعد من محاصيل المراعي المنتشرة بكثرة في الولايات المتحدة.

## من أنواعهالواطنةفيالوطن العربي
- النجير الأطلسي (باللاتينية: Agrostis atlantica) في المغرب العربي
- النجير الألبي (باللاتينية: Agrostis alpina) في المغرب العربي ووسط وغرب أوروبا
- النجير الأولمبي (باللاتينية: Agrostis olympica) في بلاد الشام
- النجير الرئدي (باللاتينية: Agrostis stolonifera) في بلاد الشام ومصر والمغرب العربي
- النجير الرئدي نويع الطارقي (باللاتينية: Agrostis stolonifera subsp. gaditana) في المغرب العربي وجنوب غرب أوروبا
- النجير الرئدي نويع الرئدي (باللاتينية: Agrostis stolonifera subsp. stolonifera) في بلاد الشام ومصر والمغرب العربي وبعض مناطق أوروبا
- النجير الرئدي نويع مخدوش العصيفات (باللاتينية: Agrostis stolonifera subsp. scabriglumis) في بلاد الشام ومصر والمغرب العربي وبعض مناطق أوروبا
- النجير الشعيري (باللاتينية: Agrostis capillaris) في المغرب العربي ووسط وغرب أوروبا
- النجير الشليشري (باللاتينية: Agrostis schleicheri) في المغرب العربي ووسط وغرب أوروبا
- النجير الصخري (باللاتينية: Agrostis rupestris) في المغرب العربي ووسط وغرب أوروبا
- النجير الصخري نويع الصخري (باللاتينية: Agrostis rupestris All. subsp. rupestris) في المغرب العربي ومعظم مناطق أوروبا
- النجير العملاق (باللاتينية: Agrostis gigantea) في بلاد الشام والمغرب العربي ومعظم مناطق أوروبا
- النجير القشتالي (باللاتينية: Agrostis castellana) في بلاد الشام والمغرب العربي وحوض المتوسط
- النجير الكورتيسي (باللاتينية: Agrostis curtisii) في المغرب العربي وغرب أوروبا
- النجير الكرمي (باللاتينية: Agrostis vinealis) في المغرب العربي ومعظم مناطق أوروبا
- النجير الكلبي (باللاتينية: Agrostis canina) في معظم مناطق أوروبا والمغرب العربي

- النجير النيفادي (باللاتينية: Agrostis nevadensis) في المغرب العربي وإسبانيا

## من أنواعه غير الموجودة في الوطن العربي
- النجير العابق (باللاتينية: Agrostis nebulosa)
- نجير المستنقعات (باللاتينية: Agrostis palustris)